# Maximiliansau
Maximiliansau ist ein Ortsbezirk der Stadt Wörth am Rhein und liegt im Landkreis Germersheim im Südosten des Landes Rheinland-Pfalz. Maximiliansau hat rund 7200 Einwohner. In der Umgangssprache wird der Ortsname häufig auf „Max’au“ verkürzt.

## Lage
Maximiliansau liegt direkt am Rhein unmittelbar gegenüber der Großstadt Karlsruhe, bzw. dem Karlsruher Stadtteil Maxau, der früher selbst einmal Maximiliansau hieß, dann aber zu „Maxau“ verkürzt wurde. Eine Straßen- und eine Eisenbahnbrücke überqueren den Fluss bei Stromkilometer 362. Die Kernstadt Wörth liegt nordwestlich von Maximiliansau, die Stadt Hagenbach südwestlich.

## Geschichte

### Pfortz
Bis zum 23. November 1938 trug die Gemeinde den Namen Pfortz. Mit dem Bau der ersten Schiffbrücke 1840 entstand nördlich von Pfortz ein Weiler mit verschiedenen Gebäuden (Brückenhäuser, Zollgebäude, Industrieansiedlungen, Gaststätten u. ä.); die Ansiedlung firmierte unter der Bezeichnung „An der Wörther-Knielinger Schiffbrücke“. Auf Antrag der Bewohner wurde 1858 der Name Maximiliansau durch König Maximilian II. von Bayern verliehen. Zu dieser Zeit gehörte die Pfalz als Rheinkreis zum Königreich Bayern. Dieser Weiler blieb jedoch immer Teil der Gemeinde Pfortz.
1865 entstand die erste Eisenbahn-Schiffbrücke, an der Einmündung der Bahnstrecke von Winden zum Rhein. 1938 beschloss der Gemeinderat die Umbenennung von Pfortz in Maximiliansau.
Am 21. März 1945 wurde die Rheinbrücke bei Maxilimiliansau zerstört, als eine amerikanische Artilleriegranate einen Detonator traf und damit die von Deutschen vorbereitete Sprengung der Brücke auslöste (siehe Operation Undertone).

### Ortsgemeinde
Seit 1972 gehörte Maximiliansau zur Verbandsgemeinde Wörth, so war seitdem die Verwaltung in Wörth untergebracht. Am 10. Juni 1979 wurde die Ortsgemeinde Maximiliansau aufgelöst und zusammen mit Wörth, Schaidt und Büchelberg zur Stadt Wörth am Rhein vereinigt.

#### Gemeinderat
Der Gemeinderat setzte sich wie folgt zusammen:
| Wahl | SPD | CDU | FWG | Gesamt   |
| ---- | --- | --- | --- | -------- |
| 1972 | 8   | 10  | 3   | 21 Sitze |
| 1968 | 9   | 7   | 3   | 19 Sitze |
| 1964 | 9   | 8   | 2   | 19 Sitze |
| 1958 | 8   | 9   | 2   | 19 Sitze |
| 1952 | 8   | 9   | 2   | 19 Sitze |
| 1946 | 8   | 7   | –   | 15 Sitze |

#### Bürgermeister
Bürgermeister der Gemeinde Pfortz bis 1938, der Gemeinde Maximiliansau ab 1938 bis 1979:
- 1912–1918/9 ? Fäth
- 1918–1933: Rudolf Müller
- 1933–1937: Georg Dreyer
- 1937: Jakob Wahl (Bürgermeister für Pfortz, Maximiliansau, Wörth in Wörth)
- 1945–1946: Philipp Kraus („Vorstand Ortskomitee“)
- 1946–1958: Josef Müller (Wirt „Gasthaus zum Anker“, CDU)
- 1958–1970: Hans Eiswirth (hauptamtlich ab 1960, CDU)
- 1970–1979: Otto Schneider (SPD)

### Einwohnerentwicklung
| Jahr               | Einwohner |
| ------------------ | --------- |
| 1802               | 534       |
| 1849               | 1.114     |
| 1861               | 1.145     |
| 1871               | 1.325     |
| 1939               | 2.730     |
| 13. September 1950 | 2.671 (2) |
| 25. September 1956 | 3.140 (2) |
| 1979               | 5.981 (1) |
| 2010               | 7.215     |
| 2014               | 7.260 (3) |
| 2018               | 6.880 (3) |

Im Jahr 1871 waren von insgesamt 1.325 Einwohnern 968 katholisch (73 Prozent) und 357 evangelisch (27 Prozent).

## Politik

### Ortsbezirk
Der Ortsteil Maximiliansau ist einer von vier Ortsbezirken der Stadt Wörth am Rhein und wird von einem Ortsbeirat sowie einem Ortsvorsteher politisch vertreten.

### Ortsbeirat
Der Ortsbeirat besteht aus 15 Mitgliedern, die bei der Kommunalwahl am 9. Juni 2024 in einer personalisierten Verhältniswahl gewählt wurden, und dem ehrenamtlichen Ortsvorsteher als Vorsitzendem.
Die Sitzverteilung im Ortsbeirat:
| Wahl | SPD | CDU | Grüne | FWG 1 | Gesamt   |
| ---- | --- | --- | ----- | ----- | -------- |
| 2024 | 5   | 5   | 0     | 5     | 15 Sitze |
| 2019 | 9   | 6   | –     | –     | 15 Sitze |
| 2014 | 8   | 7   | –     | –     | 15 Sitze |
| 2009 | 7   | 8   | –     | –     | 15 Sitze |
| 2004 | 5   | 9   | 1     | –     | 15 Sitze |

### Ortsvorsteher
Oliver Jauernig (CDU) wurde am 11. Juli 2024 Ortsvorsteher von Maximiliansau. Bei der Stichwahl am 23. Juni 2024 hatte er sich mit einem Stimmenanteil von 51,6 % durchgesetzt, nachdem bei der Direktwahl am 9. Juni keiner der ursprünglich drei Bewerber eine ausreichende Mehrheit erreicht hatte.
Die Ortsvorsteher seit 1979:
- 1979–1982: Alfred Meier (CDU)
- 1982–1989: Heinz Heimbach (CDU)
- 1989–1999: Franz Nachbar (SPD)
- 1999–2014: Heinz Heimbach (CDU)
- 2014–2024: Jochen Schaaf (SPD)
- seit 2024: Oliver Jauernig (CDU)

### Kommunalpartnerschaften
Der Ortsbezirk unterhält seit 1967 eine Partnerschaft mit Cany-Barville in der Normandie.

## Sehenswürdigkeiten

### Kirchen
- Mariä Himmelfahrt (katholisch)
- Evangelische Kirche

### Parks
- Cany-Barville-Anlage mit Minigolf-Platz

### Naturschutzgebiet
- Naturschutzgebiet Goldgrund (Rheinauen)

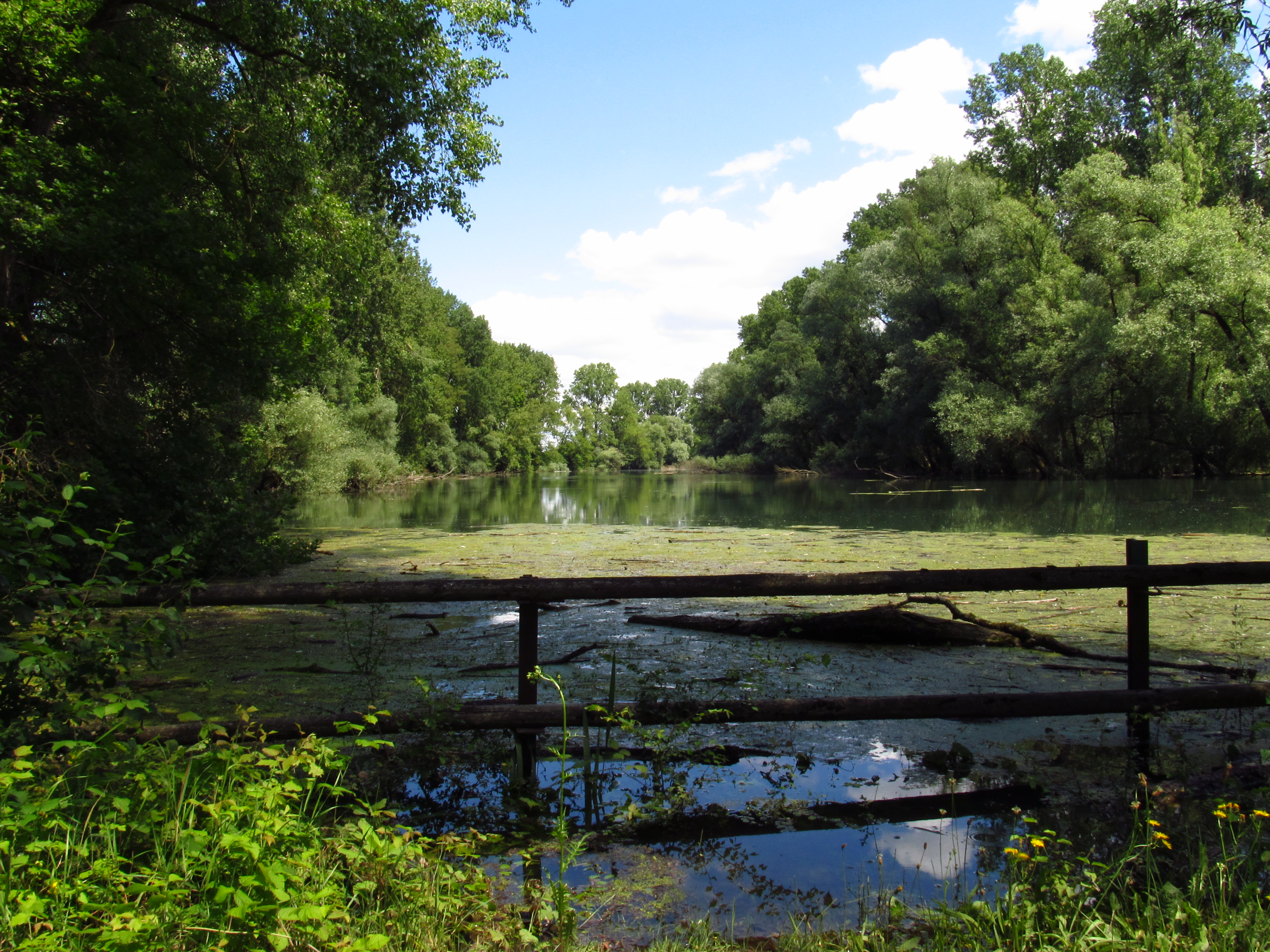
NSG Goldgrund

### Regelmäßige Veranstaltungen
- Am ersten Sonntag im Jahr Boule-Glühweinturnier
- Weiberfasenacht der KFD zwei Wochen vor Fasching
- Pfingstkerwe
- Lindenblütenfest im Juni
- Pfortzer Kerwe am letzten Wochenende im August mit Fotoausstellung des Heimatvereins FoKuS
- Feuerwehrfest, jährlich am ersten vollständigen Septemberwochenende
- Jährlich am 3. Oktober „Neuer Wein Fest“ der SPD am und im Bürgerhaus
- Herbstkonzert des Musikvereins am 2. Samstag im November

## Wirtschaft, Kultur und Infrastruktur

### Gewerbe
Wirtschaftliche Bedeutung hatten früher die Deutsche Linoleum-Werke (DLW), die Firma Schenck (Holzverarbeitung, Spanplatten- und Schwellenproduktion) und die Glashütte „Rheinpfalz“ (in Betrieb 1950 bis 1974). Alle Fabriken schlossen in den 1970er Jahren.
Die Daimler Truck AG nutzt in Maximiliansau Stellflächen für die im Werk Wörth produzierten Nutzfahrzeuge.

### Verkehr

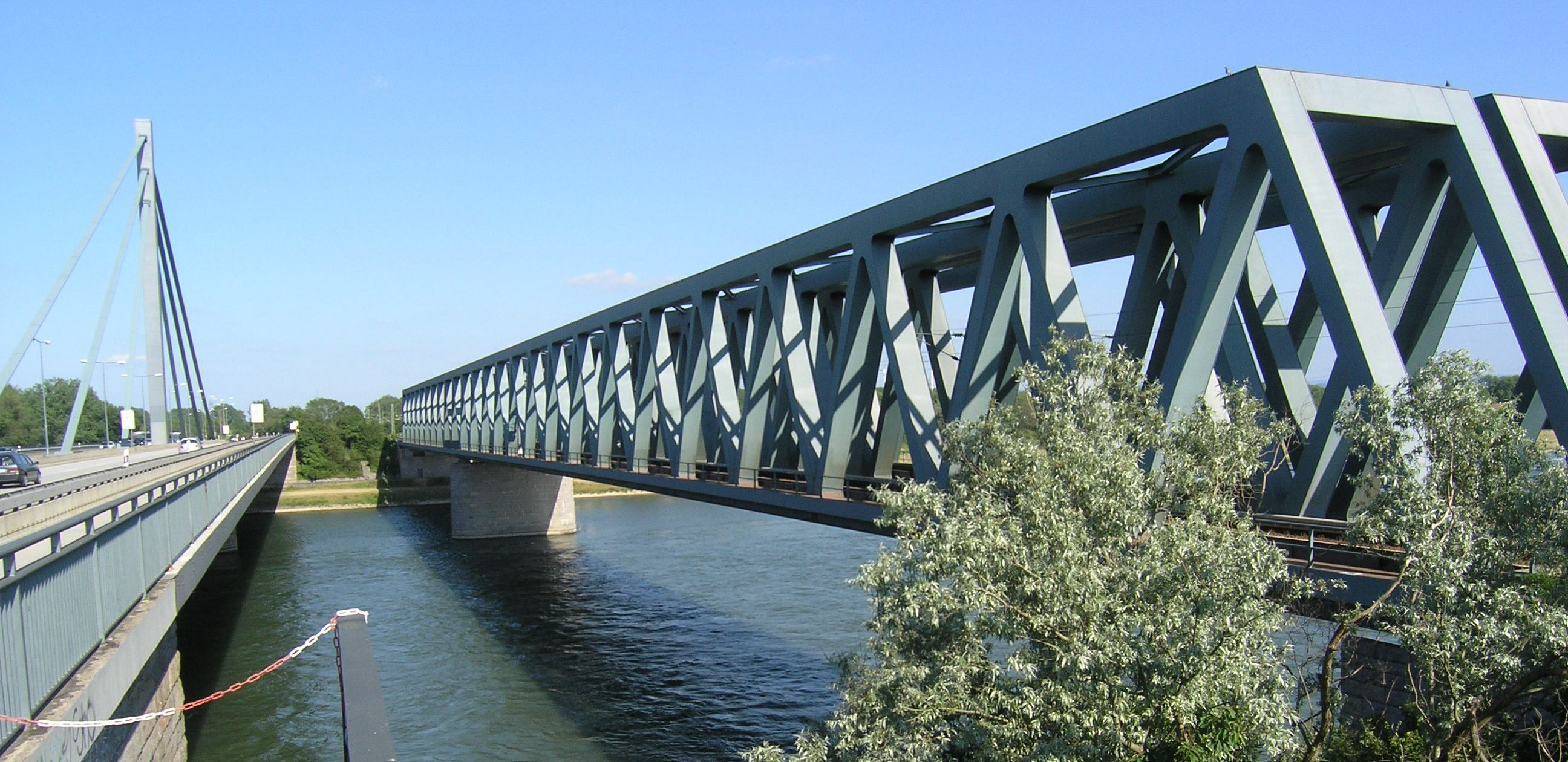
Eisenbahn- (rechts) und Straßenbrücke bei Maximiliansau

Bei Maximiliansau besteht eine Straßen- und eine Eisenbahnbrücke über den Rhein.
Die A65, die B9 und die B10 treffen sich bei Maximiliansau am Wörther Kreuz. Nördlich von Maximiliansau ist eine zweite Rheinbrücke für den Straßenverkehr geplant (siehe auch Rheinbrücke Maxau). 1864 erhielt der Ort Anschluss an das Eisenbahnnetz als eine Strecke von Winden nach Maximiliansau errichtet wurde.
Der Ort hat zwei Haltepunkte der Bahnstrecke Winden–Karlsruhe (Maximiliansau West und Maximiliansau Eisenbahnstraße) und einen Haltepunkt an der Bahnstrecke Wörth–Strasbourg (Maximiliansau Im Rüsten).

### Einkaufsmöglichkeiten
Zahlreiche Unternehmen im Ort sind im örtlichen Gewerbeverein „G-Max“ organisiert.
Nördlich des Ortes, auf dem Gelände einer ehemaligen Linoleum-Fabrik, gibt es seit 2007 ein Fachmarktzentrum, das „Maximiliancenter“. Ab 2011 wurde es erweitert und vergrößert.

### Öffentliche Einrichtungen
- Bürgerhaus (eröffnet 1986)

### Medien
Die populärste Tageszeitung ist „Die Rheinpfalz“ (Ludwigshafen mit Regionalteil Landau), gefolgt von den „Badischen Neuesten Nachrichten“ (Karlsruhe).

### Bildung
Im Ort befindet sich die Tulla-Grundschule.
Außerdem sind folgende Kindergärten hier ansässig:
- Evangelische Kindertagesstätte Martin-Luther-King
- Evangelische Kindertagesstätte Villa Regenbogen
- Katholischer Kindergarten Hermann-Quack

Das CJD betreibt in Maximiliansau einen Weiterbildungspark mit den Schwerpunkten „Berufliche Weiterbildung“ und „Integration“. Von Maximiliansau aus werden die gesamten Aktivitäten des CJD an allen Standorten in Rheinland-Pfalz und im Saarland gesteuert.

## Ehrenbürger
- 1970, 24. Februar: Max Ringel (* 22. Juni 1893, † 20. Oktober 1980), Inhaber der Glashütte „Rheinpfalz“[21]

## Trivia
In Maximiliansau wurde 1870 und 1871, durch die Fa. Gehrlein, das seinerzeit berühmte, von Max von Siebert entworfene Holzschiff für den schwimmenden Rheinzirkus gebaut.